# Grimm (Familienname)
Grimm ist ein Familienname.
Siehe auch: Grim, Grimmius

## Herkunft
Von germanischen Personennamen abgeleitet, die „Grimm“ als Bestandteil enthalten, wie Isangrim, Hallgrim, Grimhold.

## Namensträger

### A
- Adolf Grimm (1848–1924), deutscher Lehrer und Heimatforscher
- Albert Grimm (Chemiker) (1898–nach 1963), deutscher Chemiker, Leiter des Wissenschaftlichen Hauptlaboratoriums und Technikums im VEB Chemische Werke Buna
- Albert Grimm (Heimatforscher) (* 1934), Schweizer Lehrer, Heimatforscher und Museumsleiter
- Albert Ludwig Grimm (1786–1872), deutscher Schriftsteller und Politiker
- Alexander Grimm (* 1986), deutscher Kanuslalomfahrer
- Alfons Grimm (1898–1954), Schweizer Maler und Zeichner
- Alfred Grimm (* 1943), deutscher Künstler
- Alfred Grimm (Ägyptologe) (* 1953), deutscher Ägyptologe
- Alois Grimm (1886–1944), NS-Opfer, Jesuit, Patrologe, Erzieher
- Andreas Grimm (* 1962), deutscher Komponist, Keyboarder und Hochschullehrer
- Arthur Grimm (Maler) (1883–1948), deutscher Maler
- Arthur Grimm (Fotograf) (1908–2000), deutscher Fotograf
- August Grimm (Architekt) (1854–1939), deutscher Architekt
- August Grimm (Verleger) (1900–nach 1989), deutscher Verleger
- August Heinrich Grimm (1873–1944), deutscher Mundartschriftsteller
- August Theodor von Grimm (1805–1878), deutscher Pädagoge, Schriftsteller und russischer Staatsrat

### B
- Benjamin Grimm (* 1984), deutscher Jurist, Politiker (SPD) und politischer Beamter
- Bernd Grimm (* 1962), deutscher Designer und Objektkünstler
- Bernhard Grimm (Wehrdienstverweigerer) (1923–1942), Handwerker und Lieddichter, Zeuge Jehovas, hingerichtet wegen Wehrdienstverweigerung
- Bernhard Grimm (Biologe) (* 1957), deutscher Biologe, Pflanzenphysiologe und Hochschullehrer
- Bert Grimm (1900–1985), amerikanischer Tätowierer

### C
- Carl Grimm (Musiker, 1791) (1791–1855), deutscher Hornist und Komponist
- Carl Grimm (Musiker, 1819) (1819–1888), deutscher Cellist und Komponist
- Carl Grimm (1830–1898), deutscher Jurist und Politiker, siehe Karl von Grimm
- Carl Grimm (Zeichner) (1872–1936), deutscher Zeichner und Karikaturist
- Carl Heinrich Adolph Grimm (1799–1843), deutscher Lithograf und Maler
- Carl Ludwig Wilibald Grimm (1807–1891), deutscher Schriftsteller
- Charlotte Grimm (1793–1833), Schwester der Brüder Grimm
- Chiara Grimm (* 1997), Schweizer Tennisspielerin
- Christian Grimm (Jurist) (* 1949), deutscher Jurist und Schriftsteller
- Christian Grimm (Fußballspieler) (* 1987), deutscher Fußballspieler
- Christoph Grimm (Politiker, 1943) (* 1943), deutscher Politiker (SPD), MdL Rheinland-Pfalz
- Christoph Grimm (Politiker, 1954) (* 1954), Schweizer Politiker (GPS)
- Christoph Grimm (Politiker, 1957) (* 1957), deutscher Politiker (AfD), MdL Mecklenburg-Vorpommern
- Christoph Grimm (Schriftsteller) (* 1985), deutscher Schriftsteller
- Claudia Grimm (* 1952), deutsche Performancekünstlerin
- Claus Grimm (Historiker) (1904–1987), deutscher Historiker, Lehrer und Archivar
- Claus Grimm (Richter) (1923–2008), deutscher Jurist, Vizepräsident des Bundesfinanzhofs
- Claus Grimm (Kunsthistoriker) (* 1940), deutscher Kunsthistoriker
- Constantin von Grimm (1845–1896), deutscher Maler und Illustrator
- Cora Sabrina Grimm (* 1979), deutsche Schauspielerin

### D
- David Grimm (Jurist) (1864–1934), russischer Jurist, Rechtswissenschaftler, Hochschullehrer und Staatsrat
- Dawid Grimm (1823–1898), russischer Architekt und Forscher des Byzantinischen Reiches, Georgiens und Armeniens
- Dick Grimm (1923–2014), kanadischer Golfsportfunktionär
- Dieter Grimm (* 1937), deutscher Rechtswissenschaftler (BVerfG) und Hochschullehrer
- Doris Grimm (1925–2007), deutsche Apothekerin und Fachautorin

### E
- Eduard Grimm (1848–1932), deutscher Theologe
- Eduard Grimm (Maler) (1882–1943), deutscher Maler
- Emil Grimm (1853–1931), deutscher Verwaltungsjurist und Landrat
- Emil Grimm (Journalist) (1872–nach 1920), deutscher Journalist
- Emma Grimm (* 1996), deutsche Schauspielerin und Synchronsprecherin
- Erich Grimm (1890–nach 1950), deutscher Genealoge
- Ernst Grimm (Boxer) (1899–1945), deutscher Boxer
- Ernst Grimm (Unternehmer) (* 1927), deutscher Unternehmer
- Erwin Grimm (1870–1940), russischer Historiker und Hochschullehrer
- Eugen Grimm (1905–?), deutscher Maler

### F
- Fatima Grimm (1934–2013), deutsche Autorin und Vortragsrednerin
- Ferdinand Grimm (Politiker) (1806–1895), deutscher Kronsyndikus und Politiker
- Ferdinand Grimm (Finanzfachmann) (1869–1948), österreichischer Staatsbeamter und Politiker
- Ferdinand Philipp Grimm (1788–1845), deutscher Märchen- und Sagensammler
- Florian Grimm (* 1984), deutscher Biathlet
- Frank Grimm (* 1930), deutscher Politiker (SED) und Oberbürgermeister von Schwerin
- Franz Grimm (Politiker, I), österreichischer Politiker, Salzburger Landtagsabgeordneter
- Franz Grimm (Kulturmanager) (* 1947), Schweizer Lehrer und Konzertveranstalter
- Franz Anton Grimm (Baumeister) (1710–1784), mährischer Baumeister, Kartensammler und Ingenieur
- Franz Anton Grimm (Politiker) (1820–1902), deutscher Politiker, MdL Baden
- Friederun Grimm, Geburtsname von Fe Reichelt (1925–2023), deutsche Tänzerin, Choreographin und Tanztherapeutin
- Friedrich Grimm (Hanau) (der Ältere; 1672–1748), deutscher Theologe
- Friedrich Grimm (Steinau) (der Jüngere; 1707–1777), deutscher Theologe
- Friedrich Grimm (1788–1845), deutscher Märchensammler, siehe Ferdinand Philipp Grimm
- Friedrich Grimm (Architekt) (1882–1942), deutscher Architekt
- Friedrich Grimm (Jurist) (1888–1959), deutscher Rechtsanwalt und Politiker (NSDAP)
- Friedrich Melchior Grimm (1723–1807), deutscher Schriftsteller und Diplomat
- Fritz Grimm (Architekt) (1888–1966), Schweizer Architekt
- Fritz Grimm (Ingenieur) (1893–nach 1960), Eisenbahningenieur und Präsident der Bundesbahndirektion Saarbrücken
- Fritz Grimm (Tiermediziner) (1944?–2001), deutscher Tiermediziner und Hochschullehrer für Geflügelkunde
- Fritz Geller-Grimm (* 1965), deutscher Biologe, Präparator und Museumskurator

### G
- Georg Grimm (1868–1945), deutscher Jurist, königlich-bayrischer Amtsrichter und Buddhist
- Georg Grimm-Eifert (1929–2014), deutscher Maler, Keramiker und Schriftsteller
- Georg Friedrich Grimm (Grimme; vor 1635–1690), Buchdrucker in Hannover
- Gerd Grimm (1911–1998), deutscher Grafiker
- Gerhard Grimm (Gestapo) (1910–1990), Beamter der Geheimen Staatspolizei (Gestapo)
- Gerhard Grimm (Zahnmediziner) (1926–1996), deutscher Zahnmediziner
- Gerhard Grimm (Maler) (1927–1998), deutscher Maler, Grafiker und Kunstwissenschaftler
- Gerhard Grimm (Historiker) (1929–2007), deutscher Osteuropahistoriker
- Gisela Grimm (1827–1889), deutsche Schriftstellerin, siehe Gisela von Arnim
- Gisèle Grimm (* 1929), französische Schauspielerin
- Gorm Grimm (1941–2008), deutscher Mediziner
- Gottfried Grimm (* 1936), deutscher Politiker (CSU)
- Günter Grimm (1940–2010), deutscher Klassischer Archäologe
- Gunter E. Grimm (1945–2025), deutscher Germanist
- Gustav Grimm (1886–1958), deutscher Kraftakrobat

### H
- Hannelore Grimm (Psychologin) (* 1940), deutsche Psychologin
- Hannelore Grimm (Politikerin), deutsche Gewerkschafterin (FDGB) und Politikerin
- Hans Grimm (1875–1959), deutscher Schriftsteller
- Hans Grimm (Architekt) (1886–1940), deutscher Bildhauer und Architekt
- Hans Grimm (Komponist) (1886–1965), deutscher Komponist
- Hans Grimm (Regisseur) (1905–1998), deutscher Regisseur
- Hans Grimm (Mediziner) (1910–1995), deutscher Arzt und Anthropologe
- Hans Grimm (SS-Mitglied), deutscher SS-Hauptscharführer
- Hans Grimm (Medienmanager) (* 1936), deutscher Medienmanager
- Hans G. Grimm (1887–1958), deutscher Chemiker
- Hans Günther Grimm (* 1926), deutscher Sänger (Bariton)
- Hans Herbert Grimm (1896–1950), deutscher Lehrer und Autor
- Hans-Ulrich Grimm (* 1955), deutscher Journalist
- Harald Grimm, deutscher Eishockeyspieler
- Hartmut Grimm (1953–2017), deutscher Musikwissenschaftler
- Hedwig Grimm (1910–2003), deutsche Rosenexpertin
- Heike Grimm (* 1967), deutsche Politikwissenschaftlerin und Wirtschaftswissenschaftlerin
- Heiko Grimm (* 1977), deutscher Handballspieler und -trainer
- Heiner Grimm (1913–1985), deutscher Kunstmaler
- Heinrich Grimm (Komponist) (1593–1637), deutscher Komponist
- Heinrich Grimm (Architekt, 1854) (1854–1933), deutscher Architekt
- Heinrich Grimm (Politiker, 1855) (1855–1928), deutscher Politiker, MdL Oldenburg
- Heinrich Grimm (Verleger) (1891–1976), deutscher Verleger, siehe Winklers Verlag
- Heinrich Grimm (Historiker) (Heinrich Adolf Grimm; 1892–1975), deutscher Historiker
- Heinrich Grimm (Schriftsteller) (1893–1983), deutscher Forstbeamter und Schriftsteller
- Heinrich Grimm (Theologe) (1896–1963), deutscher Theologe und Politiker
- Heinrich Grimm (Architekt, 1910) (1910–nach 1974), deutscher Architekt und Baubeamter
- Heinrich Grimm (Politiker, 1911) (1911–1971), deutscher Politiker (SPD)
- Heinrich Grimm von Wartenfels (1754–1821), Schweizer Politiker
- Heinrich Adolph Grimm (1747–1813), deutscher Theologe und Orientalist
- Heinrich Gottfried Grimm (1804–1884), deutscher Mediziner und Militärarzt
- Heinz Grimm (1939–2001), deutscher Verleger
- Helmut Grimm (* 1940/1941), deutscher Biologe
- Herman Grimm (1828–1901), deutscher Kunsthistoriker
- Hermann Grimm (Politiker, 1831) (1831–1881), deutscher Politiker (NLP)
- Hermann Grimm (Maler) (1860–1931), deutscher Genremaler der Düsseldorfer Schule
- Hermann Grimm (Oberamtmann) (1866–1960), württembergischer Oberamtmann
- Hermann Grimm (Spion) (1897–1944), Deutschschweizer Zahntechniker und Landesverräter
- Hermann Grimm (Unternehmer), deutscher Unternehmer und Abgeordneter (LDPD)
- Herwig Grimm (* 1978), österreichischer Philosoph und Tierrechtsexperte
- Holle Grimm (1918–2009), deutsche Ärztin und Rechtsextremistin
- Hugo Grimm (Maler) (1866–1944), österreichischer Maler
- Hugo Grimm (Schauspieler) (eigentlich Hubertus Grimm; * 1980), deutscher Schauspieler

### I
- Imre Grimm (* 1973), deutscher Journalist, Kolumnist, Buchautor und Satiriker
- Inge Maria Grimm (1921–2018), österreichische Hörspiel- und Jugendliteraturautorin sowie Rundfunkredakteurin und -Sprecherin
- Isabel Grimm-Stadelmann (* 1969), deutsche Kunst- und Kulturhistorikerin (Ägyptologie, byzantinische Medizin)

### J
- Jacob Grimm (1785–1863), deutscher Sprach- und Literaturwissenschaftler
- Jakob Wilhelm Grimm (1752–1824), deutscher Theologe und Prediger
- Jan Grimm (1943–2012), tschechischer Maler
- János Grimm (1895–1974), ungarischer Radrennfahrer
- Jérémy Grimm (* 1987), französischer Fußballspieler
- Jesse Grimm (* 1988), deutscher Synchronsprecher
- Jim Grimm (1928–2006), Schweizer Komponist
- Johann Grimm (Pfarrer) (1647–1716), Schweizer Pfarrer und Prediger
- Johann Grimm (Maler) (1677–1747), Schweizer Porträt- und Miniaturmaler
- Johann Grimm (Montanwissenschaftler) (1805–1874), österreichischer Montanwissenschaftler und Dozent
- Johann Anton Joachim Grimm (1792–1846), deutscher Philologe in russischen Diensten
- Johann Caspar Grimm (1662–1728), deutscher Mediziner
- Johann Friedrich Karl Grimm (1737–1821), deutscher Arzt und Botaniker
- Johann Georg Grimm (1846–1887), deutscher Landschaftsmaler
- Johann Ludwig Grimm (1745–1794), deutscher evangelischer Prediger und Gymnasiallehrer
- Johann Martin Grimm (1709–1762), deutscher evangelisch-reformierter Theologe und Prediger
- Josef Grimm (1900–1945), deutscher Pfarrer
- Joseph Grimm (1827–1896), deutscher katholischer Theologe und Hochschullehrer
- Juliane Charlotte Friederike Grimm (1735–1796), Schwester des Vaters der Brüder Grimm
- Julius Grimm (Politiker) (1821–1911), deutscher Jurist und Politiker
- Julius Grimm (Fotograf) (1842–1906), österreichischer Fotograf und Astronom
- Julius Grimm (Regisseur) (* 1987), deutscher Filmemacher
- Julius Otto Grimm (1827–1903), deutscher Komponist und Dirigent
- Jürgen Grimm (1934–2009), deutscher Literaturwissenschaftler
- Jürgen Grimm (Physiker) (* 1954), deutscher Physiker und Hochschullehrer
- Jürgen Grimm (Medienwissenschaftler) (* 1954), deutscher Medienwissenschaftler
- Justin Grimm (* 1988), US-amerikanischer Baseballspieler
- Justus Grimm (* 1970), deutscher Cellist und Hochschullehrer

### K
- Karl Grimm (Politiker, 1824) (1824–nach 1861), deutscher Jurist, Bürgermeister und bayerischer Landtagsabgeordneter
- Karl Grimm (Politiker, 1826) (1826–1893), deutscher Jurist und Reichstagsabgeordneter
- Karl von Grimm (1830–1898), deutscher Jurist und Politiker
- Karl Friedrich Grimm (?–1808), deutscher Schriftsteller
- Karl Konstantin Louis Grimm (1821–1882), deutscher Harfenist
- Kerstin Grimm (* 1956), deutsche Künstlerin
- Kurt Grimm (Rechtsanwalt) (1903–1984), österreichischer Rechtsanwalt
- Kurt Grimm (Regisseur) (1931–2004), deutscher Film- und Fernsehregisseur

### L
- Leo Grimm (1889–1916), österreichischer Maler und Grafiker
- Leopold Grimm (auch Leo Grimm; * 1962), deutscher Politiker (FDP), MdL
- Liza Grimm (* 1992), deutsche Autorin
- Ludwig Grimm (Schriftsteller) (1869–1938), deutscher Lehrer, Schriftsteller und Heimatforscher
- Ludwig Emil Grimm (1790–1863), deutscher Maler
- Luise Grimm (Fotografin) (1805–nach 1850), deutsche Fotografin und Malerin
- Luise Grimm (Malerin) (1900–1991), deutsche Malerin
- Lulu Grimm (* 1990), deutsche Schauspielerin

### M
- Manfred Grimm (Fußballspieler, 1939) (* 1939), deutscher Fußballspieler (Wismut Gera)
- Manfred Grimm (Fußballspieler, 1948) (* 1948), deutscher Fußballspieler (VfR Heilbronn)
- Marc-Oliver Grimm (* 1967), deutscher Urologe und Hochschullehrer
- Marcel Grimm (* um 1941), Schweizer Tischtennisspieler
- Marco Grimm (* 1972), deutscher Fußballspieler
- Mareile Kitzel-Grimm (1922–2002), deutsche Bildhauerin und Keramikerin
- Maria Grimm-Einödshofer (1861–1941), Operettensängerin, Theaterschauspielerin sowie Filmschauspielerin beim deutschen Stummfilm
- Markus Grimm (Schauspieler) (Der Grimm; * 1967), deutscher Darstellungskünstler und Schriftsteller
- Markus Grimm (Sänger) (* 1979), deutscher Sänger und Schriftsteller
- Matthias Grimm (1943–2020), deutscher Schauspieler, Hörspiel und Synchronsprecher, Synchronautor und Dialogregisseur
- Max von Grimm (?–nach 1800), österreichischer Zeichner, Kupferstecher und Kartograf
- Michael Grimm (Autor) (1821–1877), deutscher Lehrer, Lokalhistoriker und Autor
- Michael Grimm (Schauspieler) (* 1944), deutscher Schauspieler und Regisseur
- Michael Grimm (Mediziner) (* 1962), österreichischer Mediziner und Hochschullehrer
- Michael Grimm (Politiker) (* 1970), US-amerikanischer Politiker
- Michael Grimm (Wirtschaftswissenschaftler) (* 1971), deutscher Wirtschaftswissenschaftler und Hochschullehrer
- Michael Grimm (Musiker) (* 1979), US-amerikanischer Musiker und Singer-Songwriter
- Michael A. Grimm (Michael Alexander Grimm; * 1970), deutscher Schauspieler und Sprecher
- Monika Grimm (* 1940), deutsche Schlagersängerin und Filmschauspielerin
- Moritz Grimm (1669–1757), deutscher Architekt und Baumeister

### N
- Nancy Grimm (* 1979), deutsche Sprachwissenschaftlerin, Dozentin und Sachbuchautorin

### O
- Oliver Grimm (1948–2017), deutscher Schauspieler
- Oskar Andrejewitsch Grimm (1845/1846–1920), russischer Ichthyologe, Dozent, Ministerialbeamter und Parlamentarier
- Otto Grimm (Politiker, 1855) (1855–1925), deutscher Jurist und Politiker, Bürgermeister von Frankfurt am Main
- Otto Grimm (Politiker, 1901) (1901–1969), deutscher Jurist und Politiker, Bürgermeister von Altenburg
- Otto Grimm (Leichtathlet), deutscher Hammerwerfer
- Otto Grimm (Maler) (* 1955), Schweizer Maler und Zeichner

### P
- Paul Grimm (1907–1993), deutscher Mittelalterarchäologe
- Paul Grimm (Künstler) (1926–2018), deutscher Bildhauer und Maler
- Peter Grimm (Alpinist) (1929–2013), deutscher Schriftsteller, Alpinhistoriker und Chronist
- Peter Grimm (* 1965), deutscher Journalist, Dokumentarfilmer und Filmproduzent
- Peter Prinz-Grimm (* um 1955), deutscher Geologe und Hochschullehrer
- Peter Gratian Grimm (1901–1972), deutscher katholischer Missionsbischof
- Petra Grimm (* 1962), deutsche Medien-/Kommunikationswissenschaftlerin und Hochschullehrerin
- Petra Grimm-Benne (* 1962), deutsche Politikerin (SPD), MdL
- Philipp Grimm (Jurist) (1860–1930), deutscher Rechtsanwalt, Notar und Manager
- Philipp Grimm (SS-Mitglied) (1909–1984), deutscher SS-Obersturmführer
- Philipp Grimm (Schauspieler) (* 1984), deutscher Schauspieler
- Philipp Grimm (Handballspieler) (* 1985), deutscher Handballspieler
- Philipp Grimm (Sportschütze) (* 1992), deutscher Sportschütze
- Philipp Wilhelm Grimm (1751–1796), deutscher Jurist und Amtmann, Vater der Brüder Grimm

### Q
- Quirin Grimm (* 1995), deutscher Filmeditor

### R
- Reinhard Grimm (Fußballspieler) (* 1952), deutscher Fußballspieler
- Reinhard Grimm (Manager) (* 1966), deutscher Betriebswirt, Banken- und Wirtschaftsmanager
- Reinhardt Grimm (1956–2024), deutscher Maler, Bildhauer und Bühnenbildner
- Reinhold Grimm (1931–2009), deutscher Germanist
- Reinhold R. Grimm (* 1942), deutscher Romanist
- Richard Grimm (Galerist) (* 1945), deutscher Galerist und Museumsgründer/-leiter; siehe Jüdisches Museum München#Geschichte
- Richard Grimm-Sachsenberg (1873–1952), deutscher Maler, Radierer und Kupferstecher
- Robert Grimm (1881–1958), Schweizer Politiker (SP) und Publizist
- Rolf Grimm (Fußballspieler, 1927) (* 1927), deutscher Fußballspieler
- Rolf Grimm (Architekt) (* 1937), deutscher Architekt und Hochschullehrer
- Rolf Grimm (Fußballspieler, 1941) (* 1941), deutscher Fußballspieler
- Rosa Grimm (1875–1955), Schweizer Politikerin und Frauenrechtlerin
- Rüdiger Grimm (* 1952), deutscher Heilpädagoge und Hochschullehrer
- Rudolf Grimm (Architekt) (vor 1881–1956), österreichischer Architekt
- Rudolf Grimm (Entomologe) (1909–1975), deutscher Insektenkundler (Schmetterlinge)
- Rudolf Grimm (Physiker) (* 1961), deutsch-österreichischer Physiker
- Rudolph Grimm (1906–1969), deutscher Architekt der Oberbayerischen Postbauschule

### S
- Samuel Hieronymus Grimm (1733–1794), Schweizer Landschaftsmaler und Dichter
- Sandra Grimm (* 1974), Autorin deutschsprachiger Kleinkinder- und Kinderbücher
- Siegfried Grimm (* 1947), deutscher Fußballspieler
- Siegmund Grimm (um 1480–1531), Arzt, Apotheker, Verleger, Buchdrucker und Mitinhaber einer Offizin in Augsburg
- Silke Grimm (* 1967), deutsche Politikerin (AfD) und Unternehmerin
- Simon Grimm (1636–1684), deutscher Maler und Kupferstecher mit eigenem Kunstverlag
- Stefan Grimm (1963–2014), deutsch-britischer Toxikologe
- Stefanie Grimm (* 1990), deutsche Fußballspielerin
- Steffen Grimm (* 1970), deutscher Politiker
- Sylvia Grimm (* 1974), deutsche politische Beamtin (SPD) und Staatssekretärin

### T
- Theodor Grimm (1864–1952), österreichischer Maler
- Thomas Grimm (Filmregisseur) (* 1942), deutscher Filmregisseur
- Thomas Grimm (Filmemacher) (* 1954), deutscher Filmemacher
- Thomas Grimm (Sportfunktionär) (* 1959), Schweizer Rechtsanwalt und Sportfunktionär
- Thomas Grimm (Schwimmer) (* 1973), deutscher Schwimmer
- Tiemo Grimm (* 1944), deutscher Humangenetiker
- Tilemann Grimm (1922–2002), deutscher Sinologe
- Tim Grimm (* 1960), US-amerikanischer Schauspieler und Folksänger

### U
- Ulrich Grimm (Richter) (* 1942), deutscher Richter, Justizhistoriker und Heimatforscher
- Ulrich Grimm (Betriebswirt) (* um 1950), deutscher Betriebswirt und Hochschullehrer
- Ulrich Werner Grimm (* 1954), deutscher Journalist und Autor

### V
- Valentin Grimm (1850– nach 1917), deutscher Reichsgerichtsrat
- Vanessa Grimm (* 1997), deutsche Leichtathletin
- Veronika Grimm (* 1971), deutsche Wirtschaftswissenschaftlerin und Hochschullehrerin
- Vincenz Grimm (1800–1872), österreichisch-ungarischer Lithograf und Schachspieler

### W
- Walburga Grimm (1932–2022), deutsche Eiskunstlauf-Preisrichterin
- Walter Grimm (Ingenieur) (1885–1941), Schweizer Ingenieur
- Walter Grimm (Sportfunktionär) (1939–2018), deutscher Verleger und Sportfunktionär
- Walter Grimm (Musiker) (* 1960), Schweizer Klarinettist, Saxophonist und Firmeninhaber
- Walter Otto Grimm (1894–1919), amerikanisch-deutscher Maler und Holzschneider
- Walther Ludwig Grimm (1869–1938), deutscher Pädagoge und Erzähler
- Werner Grimm (1892–1964), Schweizer Ingenieur
- Wernt Grimm (1912–2000), deutscher Rosenexperte
- Wilhelm Grimm (1786–1859), deutscher Sprach- und Literaturwissenschaftler
- Wilhelm von Grimm (1861–1929), deutscher Generalmajor
- Wilhelm Grimm (Politiker) (1889–1944), deutscher Politiker (DSP, NSDAP), MdR
- Wilhelm Grimm (Förster) (1897–1987), deutscher Förster
- Wilhelm Grimm (Architekt) (1919–1979), Schweizer Architekt
- Willem Grimm (1904–1986), deutscher Maler
- Wilibald Grimm (1807–1891), deutscher evangelischer Theologe
- Willy Grimm (1913–2010), Schweizer Komponist und Musikkritiker
- Wolf-Dieter Grimm (1928–2022), deutscher Geologe und Hochschullehrer
- Wolfgang Grimm (1959–2007), deutscher Maler

### Y
- Yoshij Grimm (* 1991), deutscher Schauspieler und Synchronsprecher